# Edward Zając
Edward Zając (ur. 27 stycznia 1931 w Tarzymiechach, zm. 19 listopada 2014 w Sanoku) – polski historyk, archiwista, muzealnik, radny Sanoka.

## Życiorys

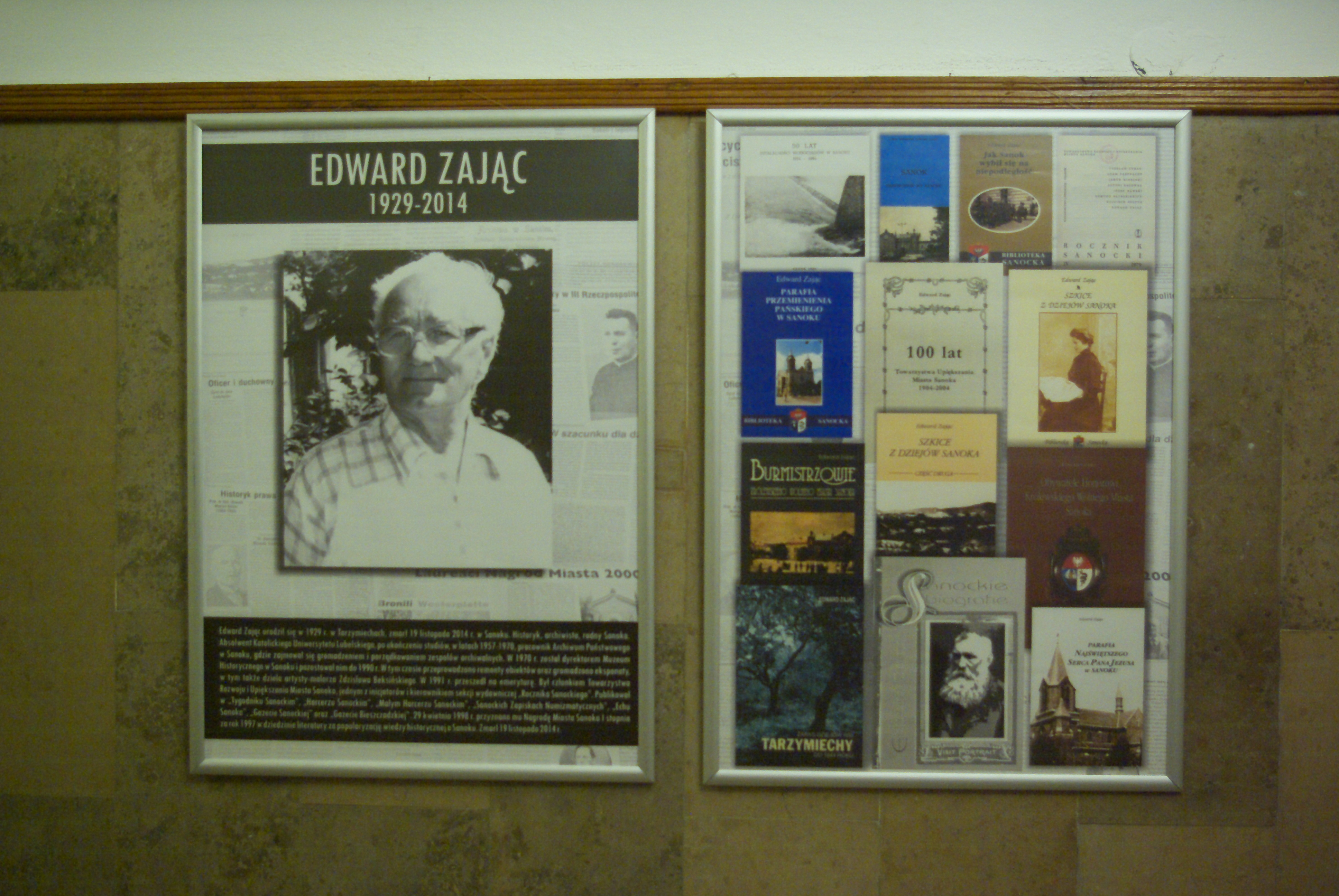
Czasowe upamiętnienie Edwarda Zająca w Miejskiej Bibliotece Publicznej w Sanoku

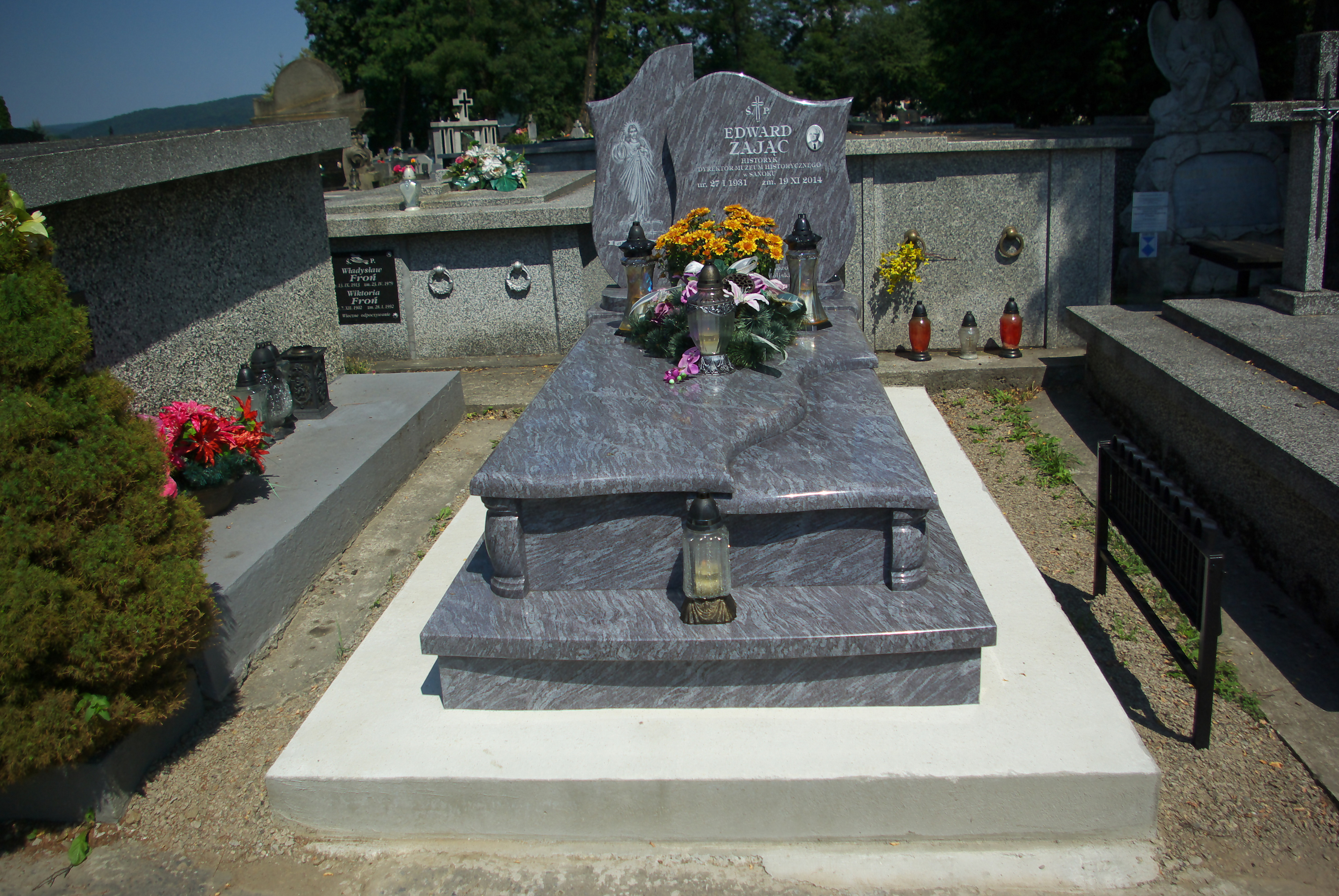
Nagrobek Edwarda Zająca na Cmentarzu Centralnym w Sanoku

Urodził się jako syn Jana i Heleny z domu Soboń. W rodzinnych Tarzymiechach w 1946 ukończył 7-klasową szkołę podstawową, po czym w 1952 zdał maturę w I Państwowym Gimnazjum i Liceum Ogólnokształcącym im. Hetmana Jana Zamoyskiego w Zamościu. W latach 1952–1956 odbył studia historyczne na Wydziale Humanistycznym Katolickiego Uniwersytetu Lubelskiego i uzyskał tytuł magistra historii w 1958. 1 października 1957 został zatrudniony przez Wojewódzkie Archiwum Państwowe w Rzeszowie z siedzibą w Przemyślu na stanowisku kierownika Powiatowego Archiwum Państwowego w Sanoku i pracował na tym stanowisku do 1959 oraz od 1968 do 1969 (do 1969 zajmował się gromadzeniem i uporządkowaniem zespołów archiwalnych). Następnie od 1 stycznia 1971 do 1990 był dyrektorem (kustoszem) Muzeum Historycznego w Sanoku. W tym czasie przeprowadzono remonty obiektów oraz gromadzono eksponaty, w tym także dzieła artysty-malarza Zdzisława Beksińskiego. Był autorem programu obchodów 500. rocznicy śmierci Grzegorza z Sanoka, zorganizowanych w 1977. Aktywnie współdziałał przy tworzeniu otwartego w 1987 „Domu Pamięci gen. Karola Świerczewskiego” w Jabłonkach (w pobliżu tamtejszego pomnika generała), który był filią sanockiego muzeum. Po odejściu z pracy w muzeum krótkotrwale pracował w Zespole Szkół Zawodowych jako nauczyciel w. o s. W 1991 przeszedł na rentę inwalidzką, a w 1996 na emeryturę.
Był działaczem Stronnictwa Demokratycznego. Został wybrany radnym Miejskiej Rady Narodowej (MRN): w 1965 (był członkiem prezydium MRN; ponadto w 1968 był sekretarzem Powiatowego Komitetu Frontu Jedności Narodu w Sanoku), w 1969, w 1978 (w 1978 był członkiem Miejskiego Komitetu FJN w Sanoku, którego był sekretarzem), w 1984, w 1988. Od 1968 do 1969 był zastępcą przewodniczącego MRN, po czym zrezygnował z funkcji. Po likwidacji powiatu sanockiego w wyniku rozporządzenia Rady Ministrów z 6 października 1972 został członkiem prezydium MRN w Sanoku wybranym podczas jej sesji inauguracyjnej 14 listopada 1972 (przewodniczącym prezydium został wówczas Wiesław Skałkowski). W 1974 został członkiem komisji ds. odznaczeń w Sanoku. Na początku 1976 został zastępcą przewodniczącego okręgowej komisji wyborczej w Krośnie przed wyborami parlamentarnymi 1976 do Sejmu PRL VII kadencji. Został członkiem prezydium powołanej podczas stanu wojennego 16 września 1982 Tymczasowej Miejskiej Rady Patriotycznego Ruchu Odrodzenia Narodowego (PRON). W III Rzeczypospolitej w kadencji Rady Miasta Sanoka 1994-1998 zasiadał w Komisji Oświaty, Kultury, Sportu i Turystyki w charakterze członka spoza Rady. Bez powodzenia ubiegał się o mandat Rady Miasta Sanoka, startując w wyborach samorządowych w 1998 z listy Sojuszu Lewicy Demokratycznej, w wyborach samorządowych w 2002 z listy Koalicyjny Komitet Wyborczy SLD–Unia Pracy.
Był w pierwszym składzie redakcyjnym „Gazety Sanockiej – Autosan” w 1974, później publikował w tym piśmie. Ponadto publikował w czasopismach: „Materiały Muzeum Budownictwa Ludowego w Sanoku”, „Tygodnik Sanocki”, „Harcerz Sanocki”, „Mały Harcerz Sanocki”, „Sanockie Zapiski Numizmatyczne”, „Echo Sanoka” oraz „Gazeta Bieszczadzka”. Był jednym z inicjatorów powstania i kierownikiem sekcji wydawniczej „Rocznika Sanockiego”. Wobec braku miejscowego konserwatora zabytków, w 1978 jako dyrektor Muzeum Historycznego w Sanoku wszedł w skład grupy miejskiej (prócz niego plastyk miejski Barbara Bandurka i przewodnik muzealny Krystyna Kilar), która po inwentaryzacji wskazała na cmentarzu w Sanoku nagrobki uznając je za posiadające wartość historyczną i zaproponowała ich zachowanie. Był działaczem Towarzystwa Rozwoju i Upiększania Miasta Sanoka, wybierany członkiem zarządu: styczniu 1983, w czerwcu 1987. Pod koniec 1984 zasiadł w zarządzie powołanego wówczas oddziału Robotniczego Stowarzyszenia Twórców Kultury w Sanok. Po przejściu na emeryturę zajmował się tworzeniem publikacji książkowych, głównie na temat Sanoka i ziemi sanockiej. Łącznie opublikował ponad 640 artykułów z dziedziny historii miasta i regionu.
Miał brata Czesława (zm. 2001). Jego żoną była Teresa z domu Pakosz. Zmarł 19 listopada 2014, a 22 listopada 2014 został pochowany na Cmentarzu Centralnym w Sanoku.

## Publikacje
- Księga pamiątkowa (obchodów 100-lecia Gimnazjum oraz I Liceum Ogólnokształcącego w Sanoku). Sanok: 1980. Brak numerów stron w książce
  - podrozdziały: Z dziejów Sanoka i powiatu sanockiego w okresie okupacji hitlerowskiej (1939–1944) oraz Zarys dziejów Sanoka w latach 1944–1978 (współautor: Jan Łuczyński)
- Autosan. Praca zbiorowa pod redakcją Adama Orłowskiego. Warszawa: Ludowa Spółdzielnia Wydawnicza, 1982. Brak numerów stron w książce
  - rozdział: Narodziny sanockiej klasy robotniczej (współautor: Jan Łuczyński)
  - rozdział: Walka o pracę i chleb (lata 1924-1938) (współautor: Wojciech Sołtys)[43]
- Zbrodnie nacjonalistów ukraińskich na ludności cywilnej w południowo-wschodniej Polsce (1942–1947). [red. nauk. Zdzisław Konieczny; wybór mat. Maciej Dalecki, Edward Zając i in.]; Polski Związek Wschodni w Przemyślu. Przemyśl. 2001. ISBN 83-88417-19-3
- Katalog miejsc pamięci, walki i męczeństwa z terenu byłego powiatu sanockiego. Marian Jarosz, Edward Zając. Zarząd Koła Miejsko-Gminnego Związku Kombatantów Rzeczypospolitej Polskiej i Byłych Więźniów Politycznych Ziemi Sanockiej. 1994.
- Sanok. Dzieje miasta. Kraków: Secesja, 1995. ISBN 83-86077-57-3. Brak numerów stron w książce
  - podrozdziały w rozdziale Pomiędzy wojnami światowymi 1918–1939
- Jak Sanok wybił się na niepodległość. Sanok: Oficyna Wydawnicza Miejskiej Biblioteki Publicznej im. Grzegorza z Sanoka w Sanoku, 1995. ISBN 83-901466-3-0. Brak numerów stron w książce
- Parafia Przemienienia Pańskiego w Sanoku. W stulecie konsekracji 1897-1997. Sanok: Miejska Biblioteka Publiczna im. Grzegorza z Sanoka w Sanoku, 1997. ISBN 83-905046-4-2. Brak numerów stron w książce[44]
- Szkice z dziejów Sanoka. Sanok: Miejska Biblioteka Publiczna im. Grzegorza z Sanoka w Sanoku, 1998. ISBN 83-909787-0-9. Brak numerów stron w książce
- Szkice z dziejów Sanoka. Część druga. Sanok: Miejska Biblioteka Publiczna im. Grzegorza z Sanoka w Sanoku, 2000. ISBN 83-909787-0-9. Brak numerów stron w książce[45]
- Obywatele Honorowi Królewskiego Wolnego Miasta Sanoka. Sanok: Miejska Biblioteka Publiczna im. Grzegorza z Sanoka w Sanoku, 2002. ISBN 83-909787-8-4. Brak numerów stron w książce
- 100 lat Towarzystwa Upiększania Miasta Sanoka 1904-2004, Sanok 2004, ISBN 83-903238-2-6
- Monografia wsi Tarzymiechy (2005)
- Sanockie biografie. Sanok: Oficyna Wydawnicza Miejskiej Biblioteki Publicznej im. Grzegorza z Sanoka w Sanoku, 2009. ISBN 978-83-61043-09-6. Brak numerów stron w książce
- Zarys dziejów lecznictwa na terenie Ziemi Sanockiej w latach 1485-2009. Sanok: Fundacja Zdrowia na Rzecz Szpitala a w Sanoku, 2010. ISBN 978-83-923106-8-6. Brak numerów stron w książce
- Burmistrzowie Królewskiego Wolnego Miasta Sanoka (2012)
- Sanockie Zakłady Przemysłu Gumowego „Stomil” w Sanoku 1931–1991, autorzy: Józef Baszak, Andrzej Romaniak, Edward Zając (pośmiertnie), Sanok 2020, ISBN 978-83-60380-45-1 (współautor)[46]

Zgodnie z umową zawartą przez Edwarda Zająca 13 jego publikacji zostało udostępnionych do upowszechniania przez Miejską Bibliotekę Publiczna im. Grzegorza z Sanoka w Sanoku.

## Odznaczenia i wyróżnienia
- Krzyż Kawalerski Orderu Odrodzenia Polski (1978)[47][48]
- Medal 30-lecia Polski Ludowej (1975)[49]
- Medal 40-lecia Polski Ludowej (1984)[50][51]
- Złota Odznaka Honorowa Towarzystwa Przyjaźni Polsko-Radzieckiej (1977)[52]
- Odznaka „Zasłużony dla Sanoka” (1977)[53]
- Złota odznaka „Za pracę społeczną dla miasta Krakowa” (1978)[54][55]
- Wpis do „Księgi zasłużonych dla województwa krośnieńskiego” (1985)[56][57]
- Nagroda specjalna wojewody krośnieńskiego (1986)[58][59]
- Nagroda Miasta Sanoka – dwukrotnie: I stopnia w dziedzinie literatury za popularyzację wiedzy historycznej o Sanoku za rok 1997[60][61][62][63]; w dziedzinie literatury za rok 2000[64][65][66][67][68]
- Odznaka „Za Zasługi dla Związku Kombatantów RP i Byłych Więźniów Politycznych” (1998)[69]
- Tytuł członka honorowego Związku Kombatantów RP i Byłych Więźniów Politycznych[70]